# Майтън
Майтън (на английски: Myton) е град в окръг Душейн, щата Юта, САЩ. Майтън е с население от 539 жители (2000) и обща площ от 2,6 km². Намира се на 1550 m надморска височина. ЗИП кодът му е 84052, а телефонният му код е 435.